# Kehlen
Kehlen (Luxemburgs: Kielen) is een gemeente in het Luxemburgse Kanton Capellen.
De gemeente heeft een totale oppervlakte van 28,18 km² en telde 4812 inwoners op 1 januari 2007.

## Ontwikkeling van het inwoneraantal
| Jaar                              | 2001 | 2002 | 2003 | 2004 | 2005 |
| --------------------------------- | ---- | ---- | ---- | ---- | ---- |
| Inwoneraantal                     | 4792 | 4724 | 4717 | 4706 | 4724 |
| Opmerking: tellingen op 1 januari |      |      |      |      |      |

## Plaatsen in de gemeente
- Dondelange
- Kehlen
- Kehlen-Brameschhof
- Keispelt
- Meispelt
- Nospelt
- Olm
- Schoenberg

## Geboren
- Jean-Pierre Knepper (1851-1929), architect
- Joseph-Émile Muller (1911-1999), auteur, conservator, kunstcriticus